# Литвиненко Олександр Михайлович
Олекса́ндр Миха́йлович Литвине́нко (8 червня 1947, Київ — 16 січня 2023, там само) — український футбольний арбітр.
1982 року розпочав арбітраж поєдинків чемпіонату СРСР. 10 серпня 1984 року дебютував як головний арбітр. У 1/32 фіналу Кубка СРСР «Ністру» з Кишинева переміг краснодарську «Кубань». З 30 грудня 1988 року — суддя всесоюзної категорії.
Протягом десяти сезонів обслуговував матчі чемпіонату, кубка СРСР і кубка Федерації футболу СРСР. Провів як головний рефері 13 поєдинків, а в 30 матчах був боковим суддею.
У першому чемпіонаті України провів арбітраж шести ігор. Очолював колегію футбольних арбітрів міста Києва.
Рішенням виконавчого комітету Федерації футболу м. Києва від 28 лютого 2013 року «за вагомий особистий внесок, особливі значні досягнення, високий професіоналізм і активну громадську діяльність в справі розвитку футбольного арбітражу в місті Києві та з нагоди 100-річчя Колегії футбольних арбітрів та інспекторів м. Києва нагороджений почесною відзнакою «Знак пошани».
| Турнір            | Роки      | Головний арбітр | Лайсмен |
| ----------------- | --------- | --------------- | ------- |
| Вища ліга СРСР    | 1982–1991 | 3               | 27      |
| Кубок СРСР        | 1984–1991 | 5               | 3       |
| Кубок Федерації   | 1986–1988 | 5               | 0       |
| Вища ліга України | 1992      | 6               |         |